# Mesão Frio
Mesão Frio là một huyện thuộc tỉnh Vila Real, Bồ Đào Nha. Huyện này có diện tích 27 km², dân số thời điểm năm 2001 là 4926 người.